# Nyassachromis breviceps
Espèce
Statut de conservation UICN

 CR  : 
En danger critique
Nyassachromis breviceps est une espèce de poissons perciformes endémique du sud du lac Malawi, où elle n'a pas été observée depuis 1997 et est peut-être éteinte.